# L.A. Guns
Gli L.A. Guns sono un gruppo musicale sleaze/glam metal statunitense, formatosi nel 1983 a Los Angeles. Hanno venduto più di 10 milioni di album in tutto il mondo.
La musica degli L.A. Guns è spesso associata alla scena hair metal di Los Angeles degli anni ottanta, in particolare del sottogenere sleaze metal di cui i Guns N' Roses furono l'esponente più rappresentativo (e di cui hanno fatto parte almeno tre dei membri originali - seppure alcune fonti sostengono tutti e quattro - degli L.A. Guns). Il gruppo riscosse un ottimo successo negli anni ottanta, soprattutto con i loro primi lavori.
Negli ultimi anni, a causa di conflitti tra alcuni membri della band, sono esistite due band chiamate L.A. Guns, una capeggiata da Phil Lewis, uno dei cantante più duraturi della band, e l'altra da Tracii Guns, membro originario, nonché fondatore della stessa band. Nel 2012 Guns ha però sciolto la sua versione della band. Entrando nel 2018 in quella di Lewis che, a partire dal 2021 detengono il nome originale del gruppo. Mentre, un'altra versione è guidata da Steve Riley: Riley's L.A. Guns.

## Storia

### Origini
La band si formò nel 1983 a Los Angeles, e fu fondata dal chitarrista Tracii Guns. Guns aveva fatto parte di una band di breve vita chiamata Pyrrus e fondò gli L.A. Guns dopo aver sciolto questa e dopo aver fallito un'audizione per i Ratt. Il chitarrista incluse nella formazione il cantante Axl Rose (William Bailey) alla voce, derivante dalla band Rapidfire, dal bassista Ole Beich e Rob Gardner alla batteria. Successivamente Axl lasciò il gruppo nel 1984 per fondare gli Hollywood Rose, e fu soppiantato da Michael Jagosz.
La band registrò alcune demo nel 1984, ma nel 1985, quando gli Hollywood Rose persero alcuni membri, Tracii e Rob Gardner decisero di abbandonare il progetto, e di voler riformare un gruppo con Axl. Il gruppo venne formato con alcuni membri degli L.A. Guns, e con alcuni degli Hollywood Rose, dalla sovrapposizione dei due nomi, il gruppo venne così chiamato Guns N' Roses, seguito dallo scioglimento degli L.A. Guns e degli Hollywood Rose. Tuttavia, Tracii e Gardner lasciarono presto i Guns N'Roses per riformare gli L.A. Guns. I Guns N' Roses quindi sostituirono Tracii con il chitarrista Slash.
Presto la formazione degli L.A. Guns venne completamente rivoluzionata, infatti Gardner e Beich durarono breve tempo. Nella terza formazione degli L.A. Guns, Tracii reclutò il batterista Paul Mars Black alla voce, il chitarrista Mick Cripps al basso, e il batterista Nickey Alexander (ex batterista della punk rock band The Weirdos). Più tardi subentrò alla chitarra il primo cantante dei Dogs D'Amour Robert Stoddard. Questa formazione pubblicò alcune demo tra il 1985 e il 1986.

### Il successo
Nel marzo 1987 Paul Black fu sostituito da Phil Lewis proveniente dalla band britannica Girl nella quale militava anche il futuro chitarrista dei Def Leppard Phil Collen. Lewis aveva registrato con i Girl due album, con cui aveva ottenuto un buon successo in Giappone. Lewis aveva inoltre partecipato ad altre band come Bernie Torme's Gypsies, New Torpedos e la NWOBHM band Soldier. Mick Cripps passò al ruolo di chitarrista per sostituire Robert Stoddard entrato nei Faster Pussycat, mentre subentrò al basso Kelly Nickels (ex Faster Pussycat). Nickey Alexander venne sostituito nel 1988 dall'ex-W.A.S.P. Steve Riley.
Il loro primo album, l'omonimo L.A. Guns, venne pubblicato nel gennaio 1988 per la Polydor Records. In molti dei brani contenuti nel disco, era ancora presente la voce di Paul Black. Nel disco è accreditato come batterista Steve Riley, tuttavia partecipò alle registrazioni il precedente Nickey Alexander. Il debut album, entrò nella Billboard top 50, e conteneva la reinterpretazione dei Girl "Hollywood Teaze". Gli L.A. Guns divennero inoltre tra i capostipiti della nascente ondata sleaze metal assieme a Guns N' Roses e Faster Pussycat. Anche questo rafforzò la popolarità del gruppo i quali videoclip "One More Reason" e "Sex Action" vennero trasmessi regolarmente su MTV.
Nel 1989 realizzarono il secondo album Cocked & Loaded, che vedeva la partecipazione straordinaria del cantante Robin Zander e il chitarrista Rick Nielsen dei Cheap Trick, e che conteneva famose hit come "The Ballad of Jayne", "Never Enough" e "Rip & Tear" che portarono l'album a vendere oltre 500 000 copie. Fu un successo ancora più grande che portò l'album a entrare nella top 40 americana. Gli show nel ruolo di headliner nel Regno Unito durante il 1991 vennero supportati dai Little Big Horn. Il brano "The Ballad of Jayne" trovò molti riscontri negli USA tramite le radio e Cocked And Loaded guadagnò il platino superando il milione di copie vendute negli states.
Nel 1991 la band pubblica il terzo album, Hollywood Vampires per la Polydor Records. L'album fallì nel tentativo di continuare il successo riscosso dal precedente Cocked & Loaded, tuttavia, conteneva alcuni brani degni di nota, come "Kiss My Love Goodbye" e "It's Over Now". Ciò nonostante, anche questo guadagnò il platino. Seguì un tour europeo al fianco degli Skid Row. Inoltre il brano "Wild Obsession" contenuto nel disco venne incluso nella colonna sonora del film Harley Davidson & Marlboro Man (1991). Lo stesso anno Tracii Guns partecipò anche alla superband chiamata Contraband, un gruppo formato da diversi artisti della scena hair metal che era composto da Bobby Blotzer dei Ratt alla batteria, Michael Schenker degli M.S.G. alla chitarra, Guns alla chitarra, Share Pedersen delle Vixen al basso e Richard Black degli Shark Island alla voce. Tuttavia, il gruppo dopo aver pubblicato l'omonimo Contraband, che non ricosse un rilevante successo, finì per sciogliersi nello stesso 1991.
Nel 1992 la band pubblica l'EP di cover Cuts, dove alla batteria subentra Michael "Bones" Gershima proveniente dalla band di Seattle Gypsy Rose. Tuttavia Riley partecipò alla registrazione di alcuni brani. La band declinò a causa della nuova ondata di grunge che si espandeva da Seattle e che fece declinare la popolarità delle band hair metal. Come conseguenza vennero scaricati dalla Polygram Records. La band finì quindi per sciogliersi nel 1994 quando Lewis cercò di indirizzare la band su strade più moderne, che non furono approvate dai restanti membri. Inoltre sorsero dei contrasti tra Guns e la band.
Lewis formò la band Filthy Lucre assieme a Gershima e l'ex London Cowboys Steve Dior, i quali nel 1997 realizzarono l'album Popsmear, mentre Tracii Guns formò i Killing Machine.

### Rinascita
Nel luglio del 1995, Tracii Guns decise di rimettere insieme gli L.A. Guns con Steve Riley, Phil Lewis, Kelly Nickels e Mick Cripps. Registrarono quindi poco dopo il nuovo album Vicious Circle, a cui partecipò, oltre a Steve Riley, anche il batterista Michael Gershima (MC Bones). Nella versione giapponese vennero aggiunte le due tracce bonus "Death In America" e "Empire Down". Durante il periodo dei concerti per la promozione dell'album, la band aggiunse il secondo chitarrista Johnny Crypt, precedentemente membro dei Boneyard. Lewis abbandonò nuovamente la band seguito a ruota da Cripps e Nichols. I restanti Guns, Riley e Crypt riallestirono una nuova formazione arruolando il nuovo cantante Chris Van Dahl, proveniente, come Crypt, dalla band Boneyard. Van Dahl aveva militato anche nella band Cherry St. sotto lo pseudonimo di Roxy Dahl. I Cherry St. erano una band fronteggiata dal fondatore della Perris Records Tom Monroe Mathers. Nei sei mesi di registrazione del nuovo album, il bassista Kelly Nickels lasciò la band, e fu chiesto a Johnny Crypt di prendere il posto di bassista finché non ne avrebbero trovato uno nuovo. Nel 1996, i nuovi L.A. Guns danno alla luce il loro quinto lavoro intitolato American Hardcore. Questo presentava sonorità più cupe e pesanti del precedente Vicious Circle e venne realizzato con la nuova etichetta CMC International.
Parteciparono ad alcuni tour tra il 1996 e 1997. Van Dahl venne allontanato dalla band, nelle speranze di recuperare Phil Lewis e il successo di un tempo. Phil Lewis rifiutò l'offerta, così venne sostituito dal singer Ralph Saenz nel bel mezzo del tour. Saenz era noto a Hollywood per aver fatto parte della tribute band dei Van Halen chiamata Atomic Punks, nel ruolo di David Lee Roth. Egli fu inoltre membro dei 7% Solution con l'ex chitarrista dei Talas, Steeler e Heaven Mitch Perry. Gli L.A. Guns, ora composti da Saenz, Guns, Crypt e Riley, finirono il tour del 1997, e inizi del 1998, realizzando anche il sesto EP Wasted. Poco prima venne stampato per il mercato giapponese il disco Hollywood Rehearsal che comprendeva diverse cover come "Custard Pie" dei Led Zeppelin, "Rock Candy" dei Montrose, "Should I Stay Or Should I Go" dei Clash e molte altre. A metà del "Rock Never Stops tour" del 1998, Ralph Saenz lasciò la band per formare la band The Vow, così gli L.A. Guns dovettero cercarsi nuovamente un altro cantante. Guns, Crypt e Riley vennero raggiunti dal cantante dei Bang Tango Joe Leste ma egli durò poco per poi ritornare nella sua band precedente. Infine la scelta cadde su Jizzy Pearl dei Love/Hate, con cui terminarono il tour del 1998. Il gruppo partecipò a un tour anche a fine 1998 e inizio 1999. Alcuni mesi dopo, nel giugno '99, pubblicarono il sesto album Shrinking Violet, prodotto dall'ex chitarrista dei Guns N' Roses Gilby Clarke. Parteciparono come ospiti anche lo stesso Clarke e Teddy Andreadis, già collaboratore dei Guns N'Roses. Poco dopo, Johnny Crypt lasciò la band e venne sostituito temporaneamente da Stephen Adika. Chuck Garrick rimpiazzò Adika, che raggiungerà i Dad's Porno Mag e i Glamnation. Dopo queste sostituzioni temporanee, la band tornò alla formazione classica; infatti ritornarono Phil Lewis, Johnny Crypt (nuovamente nel ruolo di chitarrista), e Kelly Nickels.

### Anni 2000
Nel 2000, il gruppo decise di ri-registrare il loro disco di maggior successo, ovvero Cocked & Loaded. Verrà intitolato Cocked & Re-Loaded e conterrà anche una traccia aggiuntiva, ovvero una versione remixata del brano "Rip and Tear". Nello stesso anno Lewis, assieme ai membri dei Faster Pussycat Brent Muscat e Erik Stacy, fondò un nuovo progetto chiamato Liberators, il quale album Access Denied venne pubblicato nel febbraio del 2000. Dopo questa esperienza Black tornò a occuparsi degli L.A. Guns per promuovere il nuovo live album Live: A Night on the Strip, con conseguente tour al fianco dei Ratt, con il nuovo cantante Jizzy Pearl. In aprile Nickels e Crypt abbandoneranno gli L.A. Guns, ed entreranno nei riformati Love/Hate con Jizzy Pearl e l'ex L.A. Guns Chris Van Dahl. Anche Crypt si dedicò ad altri progetti con la band Plazmaholix. Nello stesso periodo, Guns e Riley figurarono come ospiti nell'album Queen 4 a Day degli Shameless. Nel tour estivo, gli L.A. Guns inclusero l'ex-chitarrista dei Faster Pussycat Brent Muscat al basso e Muddy dei Burning Tree alla chitarra. Durante questo periodo Guns sostituì temporaneamente C.C. DeVille dei Poison. Nel 2001 la band tornò sulle scene con il disco Man in the Moon registrato per la Spitfire Records. La formazione che partecipò alle registrazioni era composta da Lewis, Guns, Muddy, passato al ruolo di bassista, e Riley. Seguirono tour negli states con i riformati Faster Pussycat e i BulletBoys. Nel settembre dello stesso anno, suonarono sempre con i Pussycat, in alcuni locali del Regno Unito. Nel dicembre 2001 venne arruolato il nuovo bassista Adam Hamilton, meglio conosciuto per essere stato membro dei Joey C. Jones and The Gloryhounds. La band, pubblicò nell'agosto 2002 il nono album in studio, intitolato Waking the Dead. In occasione del tour promozionale, venne reclutato l'ex-bassista dei Pretty Boy Floyd Keff Ratcliffe nel ruolo di chitarrista ritmico. Suoneranno quindi al 'Metal Edge Rockfest' tour e altri concerti con Warrant, Ratt, FireHouse e Dokken.
Cominciarono a emergere notizie sul nuovo progetto di Tracii Guns e Adam Hamilton, che cominciarono a collaborare con il bassista dei Mötley Crüe Nikki Sixx e il batterista degli Adema Kris Kohls. Dopo diversi nomi provvisori, il nuovo gruppo verrà chiamato Brides of Destruction. Nel frattempo gli L.A. Guns tornarono nel Regno Unito, in occasione di un tour con Alice Cooper, Thunder e The Quireboys al 'Monsters Of Rock' tour nel novembre 2002.

### Abbandono di Tracii Guns
Durante il novembre 2003, il chitarrista e fondatore della band Tracii Guns, venne così coinvolto nel nuovo progetto Brides of Destruction. Guns vedeva nella band un'opportunità per riconquistare una certa popolarità nel mainstream, popolarità che lui e la sua band avevano perso dai fine anni 80. Nel 2004, i Brides of Destruction parteciparono a un tour mondiale, mentre il futuro degli L.A. Guns era incerto, data la mancata presenza del leader fondatore. Steve Riley e Phil Lewis, resero pubblico al "Hairball John Radio Show" che Tracii Guns era stato allontanato dalla band a causa del suo impegno con i Brides of Destruction. Ciò diede inizio a un'accusa diffamatoria da parte di Lewis che, in una lettera aperta rivolta ai fans, affermò che Guns aveva suonato a delle audizioni per i Poison e i Red Hot Chili Peppers. Ciò sarebbe stato rivelato dal chitarrista Chris Holmes (ex W.A.S.P.) che aveva sostituito Guns nel tour britannico degli L.A. Guns.
Dopo questi diverbi, gli L.A. Guns decisero di proseguire la loro strada sostituendo Guns con l'ex Roxx Gang Stacey Blades.

### Tempi recenti
Nell'aprile 2004 gli L.A. Guns col nuovo entrato Blades, pubblicarono il cover album Rips the Covers Off. Esso includeva molti noti brani come "Rock 'n' Roll Outlaw" dei Rose Tattoo, "Nobody's Fault" degli Aerosmith, "Custard Pie" dei Led Zeppelin, "Until I Get You" degli Hanoi Rocks, "Wheels of Steel" dei Saxon, e molte altre. Lo stesso anno, il bassista Muddy Stardust raggiunse la band di Gilby Clarke per alcune date statunitensi.
Mentre nell'agosto dell'anno successivo, venne pubblicato l'undicesimo album Tales from the Strip, prodotto da Andy Johns per la Shrapnel Records. Poco prima, la band aveva registrato una versione acustica della ballata "Ballad of Jane" che venne inclusa nella compilation di VH1 Classic Metal Mania: Stripped. La stessa estate la band partecipò al Metal Blast tour con Stephen Pearcy, Metal Church e gli headliners W.A.S.P..

### Phil Lewis vs Tracii Guns
Nel 2005 vennero rimasterizzate una serie di demo, che vennero registrate attorno all'epoca con Paul Black alla voce (tra l'85 e l'87). Poco dopo, il secondo album dei Brides of Destruction non ottenne un rilevante successo come il precedente, e Tracii Guns insoddisfatto, si dedicò a una carriera solista. Questo nuovo gruppo vedeva una formazione composta da Tracii Guns, gli ex membri degli L.A. Guns Paul Black (voce) e Nickey "Beat" Alexander (batteria), e in aggiunta il figlio di Tracii, Jeremy Guns (basso).
Infine questo progetto prenderà anch'esso il nome di "L.A. Guns", nonostante la versione precedente, capeggiata da Phil Lewis, era ancora unita, e continuava la carriera. Si creò una singolare situazione, nel quale due band si contendevano il nome. Venne reso noto che Tracii Guns possedeva inoltre il 50% dei diritti del nome, esattamente come Steve Riley ne possedeva l'altra metà.
Questa nuova versione "alternativa" degli L.A. Guns causò diversi diverbi all'interno della schiera di fans; alcuni consideravano la versione capeggiata da Tracii Guns, la "vera" versione della band, in quanto era composta da membri precedenti e dal fondatore della band. Altri fans, sostennero il contrario, in quanto Paul Black non apparve in nessun album degli L.A. Guns, tranne le recenti demo stampate nel 2005, come anche Nickey Alexander non suonò mai in alcun tour per supportare alcun album degli L.A. Guns. Altri fans vedevano in Phil Lewis il "vero" singer degli L.A. Guns, poiché fu il cantante che incise con la band più album, nonché il più duraturo.
Conseguentemente a ciò, il 10 ottobre 2006 Phil Lewis raggiunse Paul Black e Tracii Guns al locale Cathouse (noto locale di Hollywood, aperto negli anni 80 da Taime Downe, ex Faster Pussycat) in occasione del ventesimo anniversario del locale. I due frontman duettarono una versione del brano "Rip and Tear".
Nel 2006, gli L.A. Guns di Tracii Guns si formano ufficialmente e saranno composti da Guns, Paul Black, il figlio di Tracii Jeremy Guns, e il vecchio batterista Nickey "Beat" Alexander. Nel 2007 a sostituzione di "Beat" Alexander subentra l'ex batterista dei The Newlydeads (band fondata dall'ex frontman dei Faster Pussycat Taime Downe) Chad Stewart.
Anche nella band di Phil Lewis viene effettuata una sostituzione, infatti il bassista Adam Hamilton abbandonerà la band sostituito da Scott Griffin.
Le due versioni degli L.A. Guns ora continuano la loro carriera parallelamente. Per distinguersi, le due band sono identificate come Phil Lewis' L.A. Guns e Tracii Guns' L.A. Guns.
Il 17 luglio 2012 Tracii Guns ha però sciolto la sua band, facendo rimanere di fatto la band capeggiata da Phil Lewis l'unica a chiamarsi L.A. Guns.

### 2012-2013: Il nuovo album e cambi di formazione
Nel 2012 gli L.A. Guns di Phil Lewis tornano con il nuovo album Hollywood Forever accompagnato da un nuovo tour mondiale che tocca anche l'Italia. A dicembre, il chitarrista Stacey Blades annuncia il suo abbandono alla band a causa di quelle che lui stesso ha definito "circostanze estenuanti e differenze sul piano musicale". Al suo posto entra nel gruppo Frankie Wilsey.
Nel gennaio 2013 però, il bassista Scott Griffin annuncia tramite il suo profilo facebook che Michael Grant è il nuovo chitarrista solista della band, comunicando quindi l'allontanamento di Frankie Wilsey.

### 2018 - il Presente della band
I rocker statunitensi annunciano, nel Marzo 2018, l'ingresso in formazione del nuovo chitarrista Johnny Monaco, ex-Enuff Z'nuff. Monaco prende il posto di Michael Grant, il quale in un primo momento pareva aver deciso spontaneamente il suo abbandono, mentre, secondo quanto dichiarato negli ultimi giorni, parrebbe essere stato licenziato.

## Formazione
- Phil Lewis – voce (1987-1995, 1999-presente)
- Johnny Martin – basso (2016–presente)
- Tracii Guns – chitarra (2018-presente)
- Ace Von Johnson – chitarra (2018-presente)
- Shawn Duncan – batteria (2022-presente)

Riley's L.A. Guns
- Kurt Frolich – voce, chitarra ritmica
- Scott Griffin – chitarra solista
- Kelly Nickels – basso
- Steve Riley – batteria

## Discografia
- 1988 – L.A. Guns
- 1989 – Cocked & Loaded
- 1991 – Hollywood Vampires
- 1995 – Vicious Circle
- 1996 – American Hardcore
- 1999 – Shrinking Violet
- 2001 – Man in the Moon
- 2002 – Waking the Dead
- 2005 – Tales from the Strip
- 2012 – Hollywood Forever
- 2017 – The Missing Peace
- 2019 – The Devil You Know
- 2021 – Checkered Past
- 2023 – Black Diamonds
- 2025 – Leopard Skin

Riley's L.A. Guns
- 2020 - Renegades
- 2024 - The Dark Horse